# Saison 8 de Fais pas ci, fais pas ça
 (janvier 2016).
Si vous disposez d'ouvrages ou d'articles de référence ou si vous connaissez des sites web de qualité traitant du thème abordé ici, merci de compléter l'article en donnant les références utiles à sa vérifiabilité et en les liant à la section « Notes et références ».
Chronologie
Saison 7 Saison 9
Cet article présente la huitième saison de la série télévisée Fais pas ci, fais pas ça.

## Liste des épisodes

### Épisode 1:Bienvenue en Sologne!
Numéro :
- 5 (8-01)

Réalisation :
Pierre Aknine
Première diffusion :
- Belgique : 29 janvier 2016 sur La Une
- France : 10 février 2016 sur France 2

Résumé :
- Fabienne et Renaud ont déménagé en Sologne pour ouvrir un gîte avec Christophe et Tiphaine. Mais la clientèle n'est pas au rendez-vous et Fabienne ne s'acclimate pas vraiment à la vie à la campagne. Charlotte, pour continuer ses études, s'est installé chez les Bouley.
- Du côté des Bouley, Denis est en pleine remise en question. Que faire après Médusor ?  Valérie le verrait bien continuer à faire la méduse, ne serait-ce que pour des considérations financières, mais Denis, lui, a décidé d'investir toutes ses économies dans une péniche pour y ouvrir un restaurant solidaire : le tous pour tous.

### Épisode 2:Tous pour tous
Numéro :
58 (8-02)
Réalisation :
Pierre Aknine
Première diffusion :
- Belgique : 29 janvier 2016 sur La Une
- France : 10 février 2016 sur France 2

Résumé :
Les Lepic viennent à Sèvres pour la vente définitive de leur maison, mais Dupont-Deleuze, candidat centriste à la mairie de Sèvres, a décidé de les arnaquer. Les Lepic se retrouvent dans une situation catastrophique : ils ne peuvent plus rembourser leur prêt-relais et la banque menace de saisir leur gîte. Ils sont momentanément hébergés chez les Bouley, le temps de régler leurs problèmes. La cohabitation entre les deux familles est épique, d'autant que les Bouley sont sur les dents : Elliott doit retrouver un nouveau lycée puisque le proviseur du précédent l'a tout simplement viré et Denis, qui a acheté sa péniche, doit réussir à ouvrir son restaurant avant la fin de la semaine.

### Épisode 3:La Surprise du chef
Numéro :
59 (8-03)
Réalisation :
Laurent Dussaux
Première diffusion :
- Belgique : 15 février 2016 sur La Une
- France : 17 février 2016 sur France 2

Résumé :
Denis a enfin réussi à ouvrir son resto-péniche solidaire, le Tous pour tous. Il embauche Christiane Potin, récemment exclue du couvent, pour le service en salle, et Carlos, un réfugié politique colombien, en cuisine. Mais la mésentente entre les deux recrues met sérieusement en péril le bon fonctionnement du restaurant. Quant aux Lepic, ils ont certes récupéré leur maison à Sèvres, mais leurs problèmes financiers ne sont pas réglés. Renaud cherche désespérément un travail, mais ça n'est pas si facile à presque 50 ans. Et comme si les problèmes d'adultes ne suffisaient pas, les enfants s'y mettent : Elliott est déscolarisé, et Charlotte, contre toute attente, est enceinte de........, ce qui ne plaît pas à la copine de Charlotte qui la quitte.

### Épisode 4:La Chenille et le Papillon
Numéro :
60 (8-04)
Réalisation :
Philippe Lefebvre
Première diffusion :
- Belgique : 17 février 2016 sur La Une
- France : 17 février 2016 sur France 2

Résumé :
Renaud a réussi à se faire réembaucher chez les Robinets Binet, mais au bas de l'échelle. Depuis que la boîte est dirigée par les Chinois, les méthodes de travail ont changé, et Renaud a du mal à s'adapter. Au resto solidaire le Tous pour tous, à la suite du départ de Christiane Potin et de Carlos, Denis décide de s'improviser cuisinier et embauche Christophe en salle. Denis a une nouvelle lubie : le bio. Pour lui, tout peut se résoudre par une alimentation respectueuse et responsable, à commencer par les problèmes scolaires de Salomé ou les symptômes de pré-ménopause de Valérie.

### Épisode 5:Une souris et des hommes
Numéro :
61 (8-05)
Première diffusion :
- Belgique : 7 mars 2016 sur La Une
- France : 24 février 2016 sur France 2

Réalisation : 
Philippe Lefebvre
Résumé :
C'est Noël et cette année, le réveillon réserve son lot de surprises. Chez les Lepic, Fabienne s'est fait arrêter dans la soirée et a perdu la quasi-intégralité de ses points de permis de conduire. Quant à Renaud, il ne dispose que d'une heure en famille, attendu par ses collègues chez Binet. Les employés ont décrété un blocus de l'entreprise pour lutter contre les méthodes inhumaines de la direction chinoise. Chez les Bouley, Mamita, la mère de Valérie, annonce qu'elle va se marier... avec Benoît, le premier petit ami de Valérie lorsqu'elle était au lycée. Pour renforcer la cohésion avant ce mariage, la famille Bouley se rend une journée à Disneyland Paris.

### Épisode 6:Au Nord c'étaient les pingouins
Numéro :
62 (8-06)
Première diffusion :
- Belgique : 7 mars 2016 sur La Une
- France : 24 février 2016 sur France 2

Réalisation :
Philippe Lefebvre
Résumé :
La situation des Lepic et des Bouley n'est pas brillante. Renaud, à deux doigts de se faire licencier, se voit finalement confier un séminaire de remotivation (le cheminement) par Monsieur Shawn, le patron chinois de Binet. Denis, lui, s'est radicalisé dans sa démarche alimentaire. Le bio ne lui suffit plus, il est passé au végétalien locavore et la clientèle ne suit plus. Quant à Fabienne et Valérie, femmes au foyer, elles s'ennuient copieusement toute la journée, jusqu'à ce que la police ramène à Sèvres le camion de déménagement des Lepic, volé au moment de leur départ en Sologne. Au hasard des cartons, Fabienne et Valérie découvrent tout un attirail pour faire du macramé.

## Audience
Pour son démarrage, Fais pas ci, fais pas ça réalise un record pour un premier épisode, avec 5 millions de téléspectateurs et près de 20 % de part de marché.
| Episode | Diffusion  | Diffusion | Audience moyenne          | Audience moyenne | Classement dans les audiences de la soirée | Référence |
| Episode | Date       | Heure     | Nombre de téléspectateurs | PDM              | Classement dans les audiences de la soirée | Référence |
| 1       | 10/02/2016 | 21:00     | 5 040 000                 | 19,3 %           | 1er                                        | [ 2 ]     |
| 2       | 10/02/2016 | 21:55     | 4 530 000                 | 19,0 %           | 1er                                        | [ 2 ]     |
| 3       | 17/02/2016 | 20:55     | 4 960 000                 | 19,2 %           | 1er                                        | [ 3 ]     |
| 4       | 17/02/2016 | 21:50     | 4 680 000                 | 20,0 %           | 1er                                        | [ 3 ]     |
| 5       | 24/02/2016 | 20:55     | 4 791 000                 | 18,8 %           | 1er                                        | [ 4 ]     |
| 6       | 24/02/2016 | 21:50     | 4 510 000                 | 19,7 %           | 1er                                        | [ 4 ]     |
| ------- | ---------- | --------- | ------------------------- | ---------------- | ------------------------------------------ | --------- |